# キョウエイアドインターナショナル
株式会社キョウエイアドインターナショナルは、日本の総合広告代理店。本社を東京都千代田区内幸町2-2-3におく。

## 概要
OOH（交通・屋外広告）をメインに、自治体メディア、インストアメディア、Web、テレビ、ラジオ、イベントなど幅広く手掛ける総合広告代理店である。北海道から九州まで、全国30箇所の事業所がある。約75年間、各地の交通機関、地域に根ざしたプロモーションで、クライアントのコミュニケーション活動をサポートし続けてきた。

## 沿革
インターナショナル宣伝株式会社
- 1948年（昭和23年）4月 - 中央区日本橋室町にて設立。資本金19万5千円。
- 1949年（昭和24年）- 中央区日本橋通りに本社移転。
- 1950年（昭和25年）- 資本金55万5千円に増資。
- 1951年（昭和26年）- 資本金75万円に増資。
- 1952年（昭和27年）- 千代田区神田須田町に本社移転。
- 1955年（昭和30年）- 資本金150万円に増資。
- 1956年（昭和31年）- 千代田区神田小川町に本社移転。
- 1961年（昭和36年）- 大阪に営業所開設。資本金600万円に増資。
- 1962年（昭和37年）- 資本金1,000万円に増資。
- 1966年（昭和41年）- 広島に営業所開設。
- 1967年（昭和42年）- 長崎に営業所開設。
- 1968年（昭和43年）- 沖縄に営業所開設。
- 1969年（昭和44年）- 岡山・松山・山口に営業所開設。
- 1970年（昭和45年）- 鹿児島に営業所開設。
- 1971年（昭和46年）- 福山・熊本に営業所開設。
- 1972年（昭和47年）- 新宿区歌舞伎町に社屋を新築し、本社移転。
- 1974年（昭和49年）- 京都に営業所。大分に出張所を開設。
- 1975年（昭和50年）- 福岡に営業所開設。
- 1980年（昭和55年）- 神田小川町社地に社屋を新築し、本社移転。

株式会社キョウエイアドエージェンシー
- 1961年（昭和36年）5月 - 新宿区百人町に共栄興業として創業。中野区中野に印刷工場開設。
- 1963年（昭和38年）5月 - 共栄興業株式会社設立。松岡正雄が代表取締役に就任。資本金500万円。
- 1965年（昭和40年）‐ 松本に営業所開設。中野印刷工場を宇都宮に移転開設。インターナショナル宣伝株式会社へ役員を派遣。業務提携、全国体制をつくる。
- 1966年（昭和41年）- 名古屋・札幌に営業所開設。
- 1967年（昭和42年）- 弘前・盛岡に営業所開設。
- 1968年（昭和43年）- 仙台・前橋・釧路に営業所開設。
- 1969年（昭和44年）- 直江津に営業所開設。
- 1970年（昭和45年）- 郡山・浜松・土浦に営業所開設。
- 1972年（昭和47年）- 新宿区歌舞伎町に社屋新築本社移転。
- 1973年（昭和48年）- 株式会社キョウエイアドエージェンシーに社名変更。秋田・甲府・千葉・横浜・長岡・大宮・岐阜に営業所開設。
- 1974年（昭和49年）- 山形・長野に営業所開設。
- 1975年（昭和50年）- 旭川・立川・宇都宮に営業所開設。
- 1976年（昭和51年）- 直江津を長岡に、山形を仙台に吸収。金沢に出張所開設。
- 1977年（昭和52年）- 前橋営業所を高崎に移転し、開設。
- 1978年（昭和53年）‐ 新潟に営業所開設。
- 1980年（昭和55年）- 水戸に出張所を開設。松本営業所を名古屋営業所に吸収。
- 1981年（昭和56年）- 静岡に出張所開設。
- 1983年（昭和58年）- 資本金2,000万円に増資。

株式会社キョウエイアドインターナショナル
- 1983年（昭和58年）4月1日 - インターナショナル宣伝とキョウエイアドエージェンシーが合併し、社名をキョウエイアドインターナショナルに変更。本社を新宿区歌舞伎町に置く。松岡雅昭が代表取締役就任。資本金3,000万円。本社営業部を、本社営業本部（新宿社屋）と東京営業所（神田社屋）に分轄。
- 1986年（昭和61年）- 神戸に営業所開設。
- 1987年（昭和62年）- 平に出張所開設。盛岡を仙台に、甲府を長野に吸収。
- 1988年（昭和63年）- 八戸に営業所開設。
- 1989年（平成元年）- 高松に出張所開設
- 1990年（平成2年）- 函館に営業所開設
- 1994年（平成6年）- 秋田を弘前に、長野を新潟に、大宮を東京に吸収。長岡を新潟の出張所に吸収、沖縄を福岡の出張所に、宮崎連絡所開設。
- 1995年（平成7年）- 釧路を札幌の分室に、郡山を仙台に、神戸を大阪に各々吸収、山口を広島に岡山を福山の各々出張所に、北九州出張所を開設。
- 2002年（平成14年）- 長崎・熊本・鹿児島を福岡の各々出張所に。
- 2003年（平成15年）‐ 本社営業本部と東京支社を統合。
- 2006年（平成18年）- 資本金3,018万円に増資
- 2013年（平成25年）- 資本金8,018万円に増資。
- 2017年（平成29年）- 廣瀬勝巳が代表取締役に、松岡雅昭が取締役会長に就任。資本金13,018万円に増資。函館を札幌に吸収。資本金5,000万円に減資。
- 2018年（平成30年）- ロゴ・ホームページリニューアル。
- 2019年（令和元年）- 千代田区内幸町に本社移転。
- 2021年（令和3年）- 国際ピーアール株式会社の全株式を取得し完全子会社化。
- 2022年（令和4年）- ホームページリニューアル。

## 主要取引銀行
みずほ銀行、三菱UFJ銀行、商工組合中央金庫、きらぼし銀行、千葉銀行、東日本銀行

## 子会社
- 国際ピーアール株式会社